# Marko Bošnjak
Marko Bošnjak (Mostar, 11 de enero de 2004) es un cantante de pop bosniocroata. Saltó a la fama como ganador de la segunda temporada del concurso de talentos serbio Pinkove Zvezdice.

## Carrera musical
El 4 de septiembre de 2015, Bošnjak debutó como concursante de la segunda edición del programa de talentos serbio Pinkove Zvezdice (Las pequeñas estrellas de Pink). En la primera gala, Bošnjak cantó la canción de Jennifer Hudson "One Night Only". Los cinco jueces, Milan Stanković, Jelena Tomašević, Goca Tržan, Hari Varešanović y Leontina Vukomanović, lo votaron directamente para la siguiente ronda. En su segunda aparición, cantó "Kao moja mati" (Como mi madre) de Zdravko Čolić y avanzó a la siguiente ronda. El 6 de enero de 2016, Bošnjak interpretó "Što te nema" (Por qué no estás aquí) de Jadranka Stojaković. Durante el siguiente episodio, el 8 de abril de 2016, cantó "Don't You Remember" de Adele. En la final, volvió a cantar "Što te nema" y ganó el concurso.
El 17 de diciembre de 2021, Markp fue anunciado como uno de los catorce participantes del Dora 2022, el concurso nacional para la seleccionar la candidatura de Croacia para el Festival de la Canción de Eurovisión 2022, con la canción "Moli za nas" (Reza por nosotros). Al cierre de la votación, la canción había recibido 179 puntos, ubicándose en segundo lugar de un total de 14. "Moli za nas" se lanzó oficialmente el 10 de febrero de 2022 como el sencillo debut de Bošnjak. El 27 de abril de 2022, se anunció que Bošnjak participaría en la 62.ª edición del Festival de Split con la canción "Pjesma za kraj". Un año después, a principios de 2023, lanzó su tercer sencillo "Spokojan". En febrero de 2023, la canción obtuvo una nominación en la categoría "Canción del año" para los premios Cesarica 2024. El 14 de abril de 2023, el cantante lanzó su cuarto sencillo independiente "Nema". El 5 de diciembre de 2024, Bošnjak fue anunciado como uno de los 24 participantes del Dora 2025, el cual ganó y consiguió representar a Croacia en el Festival de la Canción de Eurovisión 2025, con la canción "Poison Cake".
El 24 de febrero de 2025, Bošnjak fue anunciado como concursante de la novena edición de Tvoje lice zvuči poznato, la versión croata de Tu cara me suena.

## Discografía

### Sencillos
| "Moli za nas"                                                            | 2022 | 29 | — |
| "Pjesma za kraj"                                                         | 2022 | —  | — |
| "Spokojan"                                                               | 2023 | 15 | — |
| "Nema"                                                                   | 2023 | 18 | — |
| "Pusti me"                                                               | 2024 | —  | — |
| "Asfalt" (con Iva Lorens)                                                | 2024 | —  | — |
| "Takav dan"                                                              | 2024 | —  | — |
| "Zdravo budi mladi kralju"                                               | 2024 | —  | — |
| "Poison Cake"                                                            | 2025 | —  | — |
| "—" indica que no se registraron o no fueron lanzados en ese territorio. |      |    |   |

## Premios y nominaciones
| Año  | Asociación | Categoría       | Candidato/obra | Resultado | Ref.   |
| ---- | ---------- | --------------- | -------------- | --------- | ------ |
| 2023 | Cesarica   | Canción del año | "Moli za nas"  | Nominado  | [ 17 ] |
| 2024 | Cesarica   | Canción del año | "Spokojan"     | Nominado  | [ 18 ] |